# 亨索爾特
亨索爾特股份有限公司（Hensoldt Aktiengesellschaft）是一家歐洲國防工業相關的跨國企業，主要業務包括國防、安全和航空航天等相關領域的防禦及監控任務。主要產品為雷達、光電感測器和航空電子設備。亨索爾特的總部位於德國慕尼黑附近的陶夫基興。
2020年9月25日，亨索爾特於法蘭克福證券交易所的主要板塊上市，發行價為12.00歐元，市值達12.6億歐元。

## 歷史
亨索爾特股份有限公司起源自空中巴士集團國防部門的電子業務部門。2017年2月底，空中巴士集團以11億歐元的價格將該業務部門出售给美國的金融投資公司科爾伯格-克拉維斯-羅伯茨（KKR）。自2020年12月起，德國持有亨索爾特的最小份額股權，並由聯邦國防部負責管理該股權。
自2017年出售後，該公司重新命名為亨索爾特。此名字取自一名19世紀德國光學和精密機械領域的科學家莫里茨·卡爾·亨索爾特（Moritz Carl Hensoldt，1821-1903），該科學家於1852年創辦了一家專門生產望遠鏡、天文設備和顯微鏡的工房。
2019年，有媒體報導稱KKR正準備出售亨索爾特公司，或是在證券交易所上市其20-30%的股份。
2023年，亨索爾特以6.75億歐元（7.28億美元）的企業價值及高達5500萬歐元的盈利收購了一家德國的國防系統集成商ESG電子系統。

## 企業結構
亨索爾特股份有限公司的控股結構包括以下直接和間接運營的子公司（截至2019年9月）：
- 亨索爾特感測器有限責任公司，德國陶夫基興（英语：Taufkirchen (bei München)）。[11]
- 亨索爾特光學有限責任公司，德國上科亨。[11]
- 亨索爾特英國有限公司，英國恩菲爾德。前身為凱爾文·休斯公司（英语：Kelvin Hughes）。[12]
- 亨索爾特簡易股份公司，法國普萊西爾。
- 內克塞亞簡易股份公司，法國沙特奈馬拉布里。[13]
- 歐洲航電控股公司，德國佛茨海姆。[14]
- 亨索爾特澳大利亞有限公司，澳大利亞堪培拉。前身為IE亞太私人有限公司。[15]
- 亨索爾特南非分公司，南非普利托利亞。前身為亨索爾特光電私人有限公司和GEW科技私人有限公司。[16]
- 亨索爾特私人有限公司，印度邦加羅爾。
- 亨索爾特公司，美國維吉尼亞州維也納（英语：Vienna, Virginia）。
- 亨索爾特荷蘭分公司，荷蘭鹿特丹。

## 產品

### 雷達

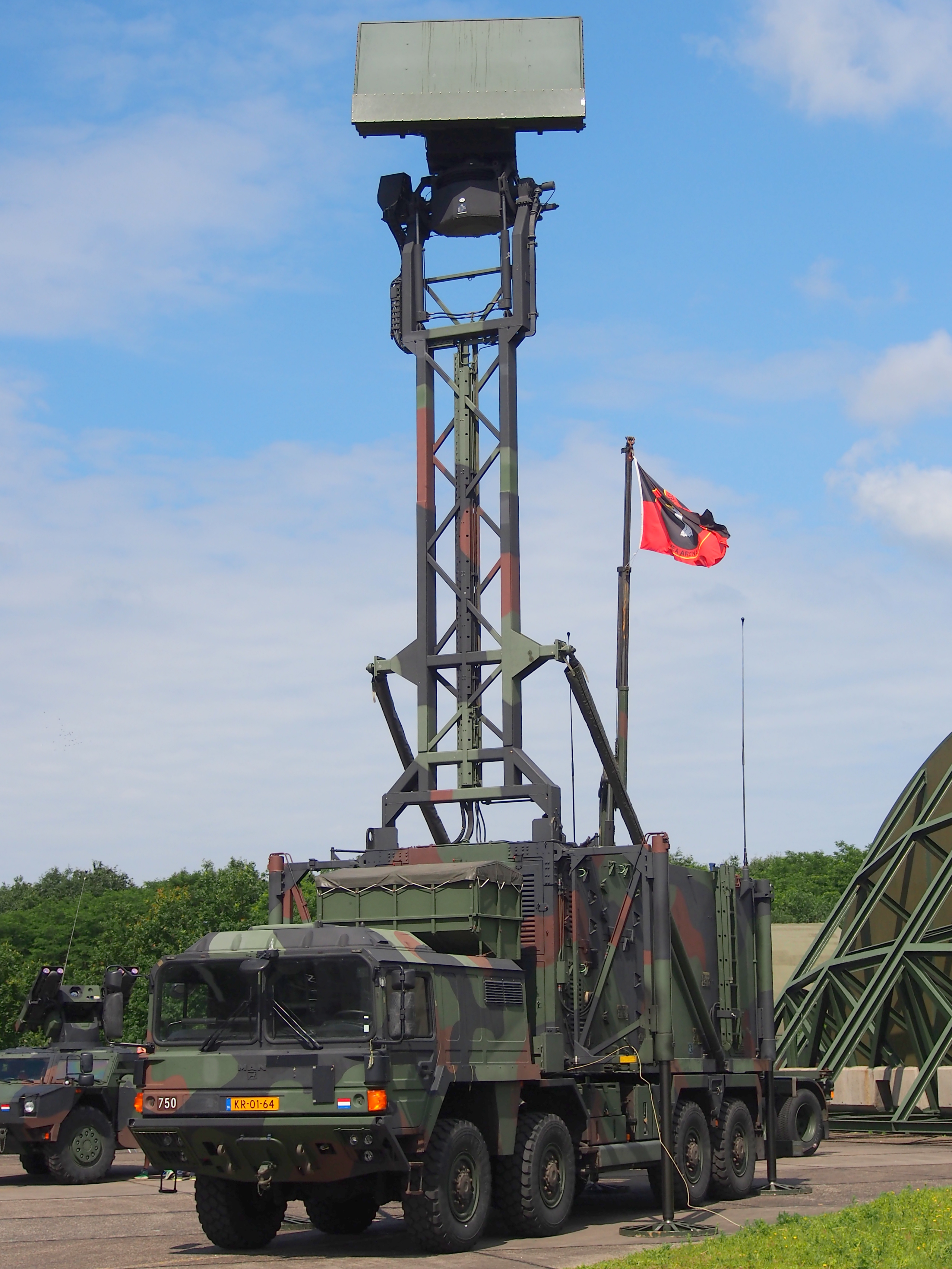
亨索爾特TRML-3D雷達

亨索爾特開發了一系列用於監視、偵察、航空交通管制和防空作戰的雷達系统。這些雷達被用在各種武器平台上，比如颱風戰鬥機、德國海軍的巴登-符騰堡級巡防艦、美國海軍的濱海戰鬥艦及各種陸地武器系統。2017年9月，亨索爾特收購了私募股權公司ECI的英國雷達製造商凱爾文·休斯公司。
亨索爾特開發的陸基防空感測器包括TRML-3D、TRML-4D有源雷達和TwInvis無源雷達。亨索爾特聲稱其TwInvis無源雷達在2018年柏林航空展上成功偵測到2架準備離開航展的F-35隱形戰機。海軍防空雷達包括TRS-3D和TRS-4D的固定式與旋轉搜索式版本。

### 光電設備
亨索爾特生產多款用於軍事與民間安全業務的光學和光電設備。這些設備的主要部件包含日光型相機、熱成像儀、夜視鏡和雷射測距儀，可於各種平台以及空中、地面、海上和太空等特殊環境操作，或於軍事上用於保護後方基礎設施和邊境地區。這些光電設備亦被各國用於各種武器平台上，比如美洲獅步兵戰車、豹2型戰車、209級潛艇、212A級潛艇、JAS 39獅鷲戰鬥機、飆風戰鬥機、拜拉克塔爾TB2無人機等。除此之外，亨索爾特也生產各種戰鬥車輛及航空器的瞄準鏡、瞄準鏡光學部件和光學系統，如豹2型戰車、PzH2000自行榴彈砲、NH90直昇機、虎式直昇機以及“未來步兵計劃”中用於德國聯邦國防軍的現代化步兵裝備。

### 航空電子設備
亨索爾特於航空電子設備領域的主要產品為Sferion飛行員輔助系統，該系統可幫助機師在能見度差的惡劣空域中安全飛行。亨索爾特也生產包括狀態意識輔助系統、軍用電腦以及直昇機和戰鬥機的飛行紀錄儀。亨索爾特為德國空軍的機場安裝了ASR-S監視雷達，並以此建立了德國空軍的航空交通管制網路，覆蓋了1,700x1,500公里的空域。亨索爾特還與英國、澳大利亞和加拿大簽訂了航空交通管制雷達的合約。2017年8月，亨索爾特收購了德國一家名為歐洲航電有限責任公司的直昇機和無人機民用航空電子系統供應商。

### 電子作戰
亨索爾特於電子作戰領域的產品包括名為卡拉特隆（Kalætron）系列的機載電子作戰系統，其中包括旨在干擾敵方雷達的“Kalætron Attack”干擾系統。亨索爾特也生產了一些可用於採集和分析雷達、無線電訊號，以及用於保護車輛免受土製炸彈攻擊的裝備。該公司開發了一款名為MUSS的裝甲車輛主動防護系統，目前已知使用該系統的客戶為德國陸軍的美洲獅步兵戰車。 

## 爭議
2018年10月，德國政府以賈邁勒·卡舒吉疑似遭沙烏地阿拉伯政府刺殺為由，禁止向沙烏地阿拉伯出口武器。然而2022年9月，有報導稱儘管政府實施禁運，亨索爾特仍繼續向阿拉伯國家出售武器。2019年，亨索爾特與沙烏地國營武器製造商沙烏地阿拉伯軍事工業公司（SAMI）達成了建立合資企業的協議，並利用其在英國、法國和南非的子公司繼續向利雅得供應武器。2020年，阿拉伯聯合大公國和沙烏地阿拉伯領導的聯合軍在葉門爆發一場戰爭，沙烏地阿拉伯為此需要在其與葉門的邊境設置雷達。儘管包括平民在内的數十萬人在戰爭中喪生，但亨索爾特的董事會成員仍為了贏得此合約而進行談判。此外，亨索爾特一直作為分包商，向西班牙和法國製造商供應零部件，而這些製造商則持續向沙烏地阿拉伯出口武器。

## 外部連結
- 官方网站